# Ernst Neumann
Ne doit pas être confondu avec Ernst Neumann-Neander.
Ernst Neumann né le 7 mai 1907 à Budapest et mort le 19 mars 1956 à Vence est un peintre et graveur canadien-hongrois.

## Biographie
La famille d'Ernst Neumann immigre à Montréal en 1912. Ernest Neumann poursuit ses études à l'Art Association of Montreal ainsi qu'à l'École des beaux-arts de Montréal. Edwin Holgate est un des professeurs qui influence son apprentissage de la gravure. Avec la complicité de Goodridge Roberts, il fonde une école d'art à Montréal : Roberts-Neumann School of Art. Il meurt lors d'un voyage d'études à Vence d'une crise cardiaque.
Bibliothèque et Archives Canada possède un fonds qui contient plus de 200 œuvres d'Ernst Neumann.

## Musées et collections publiques
- Art Gallery of Alberta
- Art Gallery of Hamilton[6]
- Bibliothèque et Archives nationales du Québec
- Collection d'œuvres d'art, Université de Montréal
- Galerie Leonard & Bina Ellen, Université Concordia
- Galerie Montcalm
- Musée d'art de Joliette[7]
- Musée des beaux-arts de l'Ontario
- Musée des beaux-arts de Montréal
- Musée des beaux-arts du Canada[8]
- Musée national des beaux-arts du Québec[9]
- The Robert McLaughlin Gallery
- Vancouver Art Gallery